# كوري غرانت (لاعب كرة قدم أمريكية)
كوري غرانت (بالإنجليزية: Corey Grant)‏ هو لاعب كرة قدم أمريكية أمريكي، ولد في 19 ديسمبر 1991 في أوبيليكا في الولايات المتحدة.

## وصلات خارجية
- كوري غرانت على موقع مرجع كرة القدم المحترفة.كوم (الإنجليزية)